# پنزویل
پنزویل (به انگلیسی: Pennzoil) شرکت نفتی آمریکایی است، که در سال ۱۹۱۳ در شهر لس‌آنجلس تأسیس شد. این شرکت در سال ۱۹۵۵ توسط شرکت پن اویل، که در اویل سیتی، پنسیلوانیا مستقر بود و از برندهای سابق استاندارد اویل محسوب می‌گردید، خریداری شد.
در سال ۱۹۶۳ شرکت پن اویل با شرکت زاپاتا پترولیوم ادغام شد و شرکت جدید، پنزویل نام گرفت. در طول دهه ۱۹۷۰ دفتر مرکزی این شرکت، به شهر هیوستون، تگزاس انتقال یافت.
در سال ۲۰۰۲ شرکت پنزویل توسط کمپانی رویال داچ شل خریداری شد، که با سازماندهی مجدد این شرکت و ادغام آن با شعبه ایالات متحده رویال داچ شل، شرکت نفت شل راه‌اندازی شد.